# Скади (спътник)
Вижте пояснителната страница за други значения на Скади.
Скади е естествен спътник на Сатурн. Открит е от екип астрономи воден от Джон Кавеларс през 2000 г., като му е дадено предварителното означение S/2000 S 8. Като алтернатива се употребява Сатурн 27. Спътникът носи името на жената гигант от скандинавската митология Скади.
За спътника е характерна ретроградната му орбита. Предполага се че се е формирал след сблъсък на Феба с друг обект.